# Paavo Korhonen
Paavo Jaakko Matias Korhonen (Joutseno, 5 aprile 1928 – 29 settembre 2019) è stato un combinatista nordico finlandese.

## Palmarès

### Mondiali
- Oro a Lahti 1958 nella combinata nordica.